# Iglesia de San Salvador y San Nicolás
La iglesia parroquial de El Salvador y San Nicolás se encuentra en la calle madrileña de Atocha (número 58). Tiene una doble advocación por haber sido dos iglesias independientes hasta comienzos del siglo XIX. Se instalaron en la calle de Atocha a mediados del siglo XIX en el solar que dejó el antiguo Hospital de San Juan de Dios. Su aspecto moderno se debe a una reconstrucción del templo realizada en 1948.

## Historia
En sus comienzos ambas iglesias se encontraban en diferentes lugares de la ciudad. Ambas se remontan al siglo XI o al XII. La iglesia de San Nicolás pudo haberse construido durante la etapa musulmana de la ciudad, debido a que se encontraron restos arqueológicos dentro de la muralla musulmana. De la iglesia del Salvador se desconoce su origen, y algunos autores la ubican en la calle Mayor. Esta iglesia de San Salvador se derribó en 1842 y los feligreses se unieron a la de San Nicolás. 
El Hospital de San Juan de Dios que ocupaba el solar de la calle de Atocha había sido fundado previamente en 1552 por Antón Martín, y la iglesia que residía en las dependencias adyacentes del hospital data del año 1798. Se sabe que las tropas francesas emplearon el hospital como polvorín en la Guerra de Independencia. En 1891 se reunieron ambos templos en la Plaza de Antón Martín. La iglesia fue incendiada y enteramente destruida por grupos revolucionarios anticlericales al comienzo de la guerra de España el 19 de julio de 1936,como otras iglesias de Madrid. Este templo fue reconstruido por Fomento de Regiones Devastadas en 1948.
En la entrada de la iglesia, en la parte más alta de la pared, se encuentra la imagen de San José de Cupertino, abogado de los estudiantes en exámenes, muy venerado.